# Eriogaster lanestris
Eriogaster lanestris là một loài bướm đêm thuộc họ Lasiocampidae. Loài này có ở hầu hết châu Âu ranging to sông Amur.

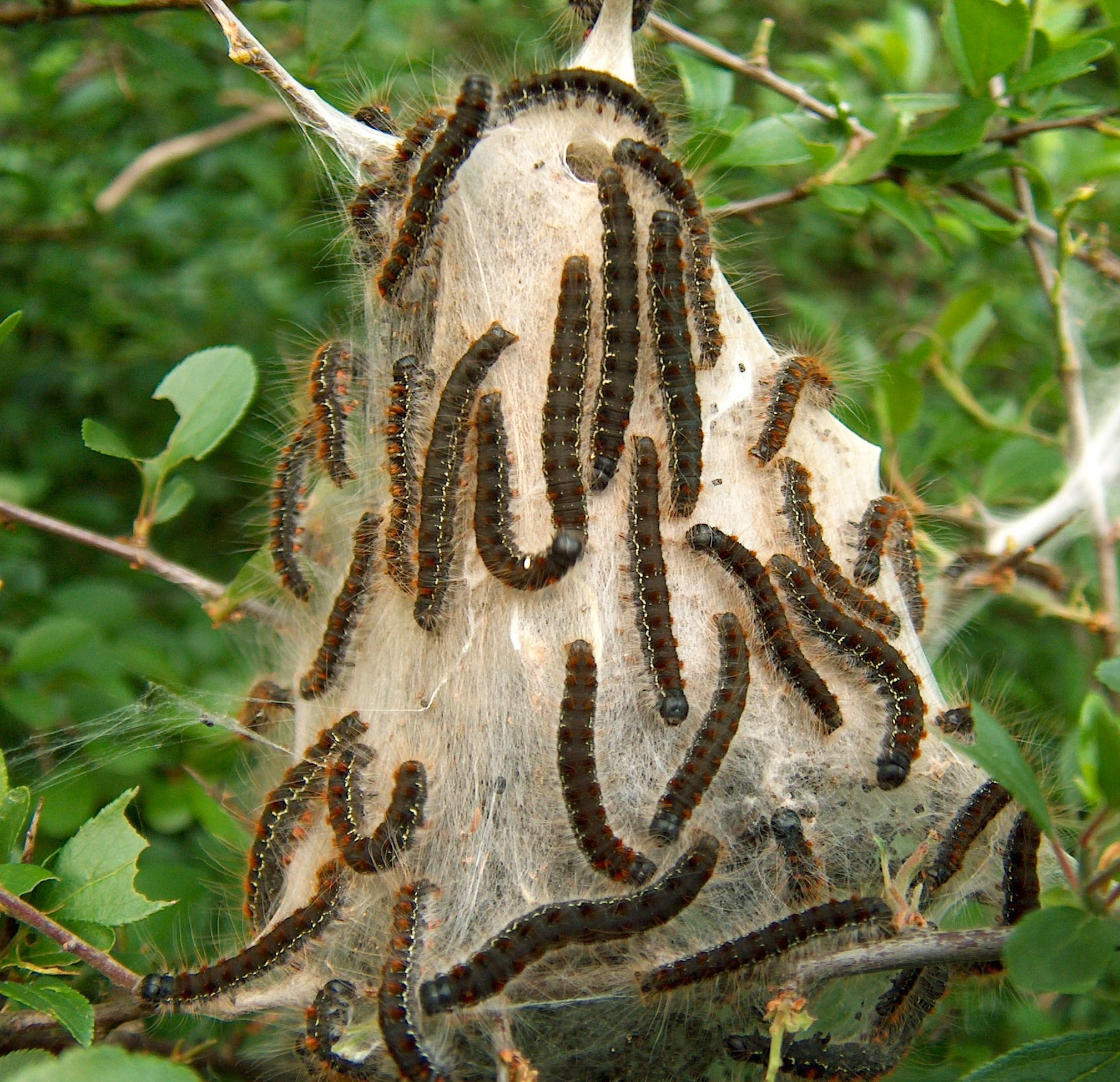
Sâu bướm

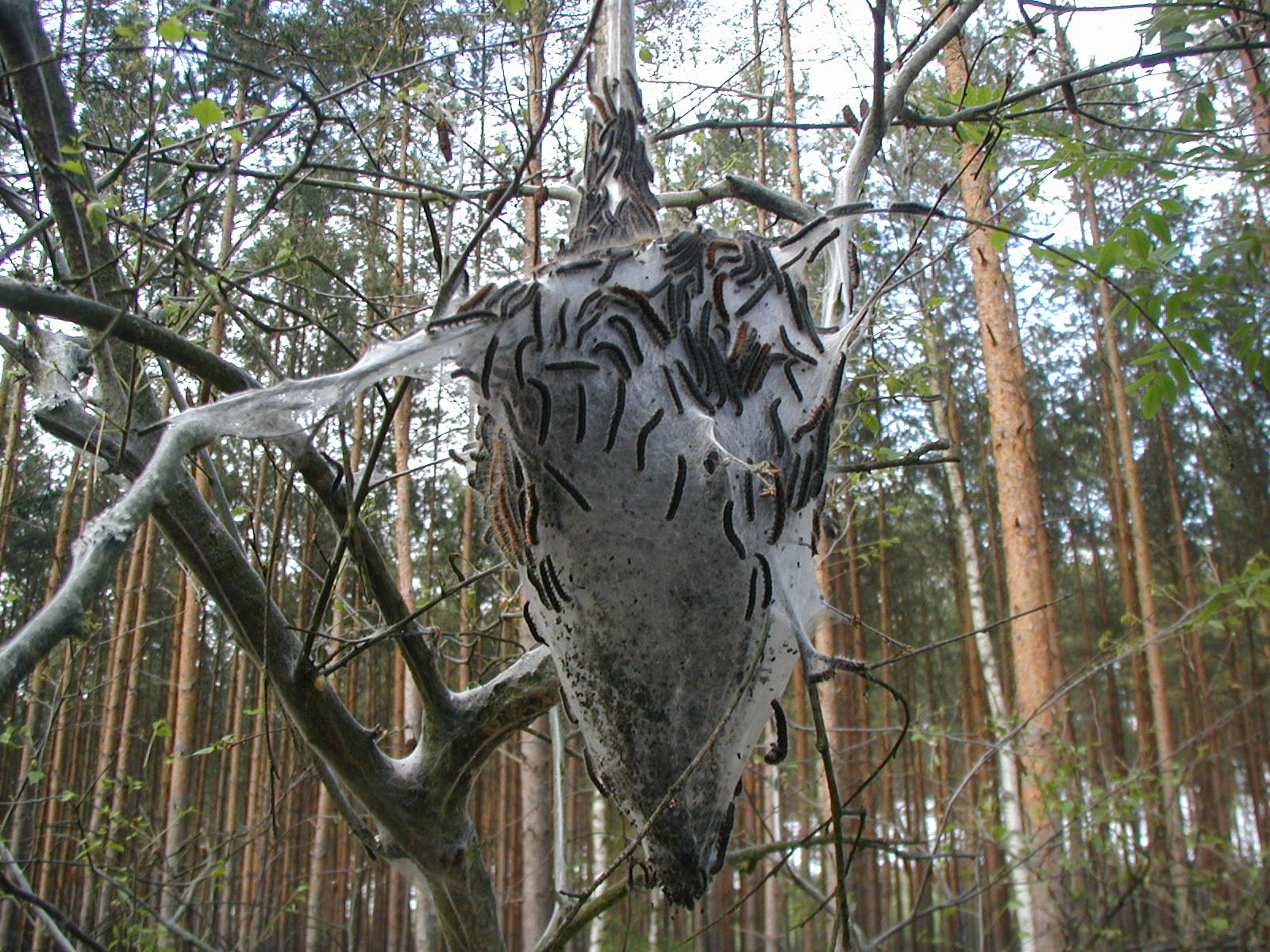

Sải cánh dài 30–40 mm. Con trưởng thành bay từ tháng 3 đến tháng 4 tùy theo địa điểm.
Ấu trùng ăn Prunus spinosa và Crataegus.

## Hình ảnh

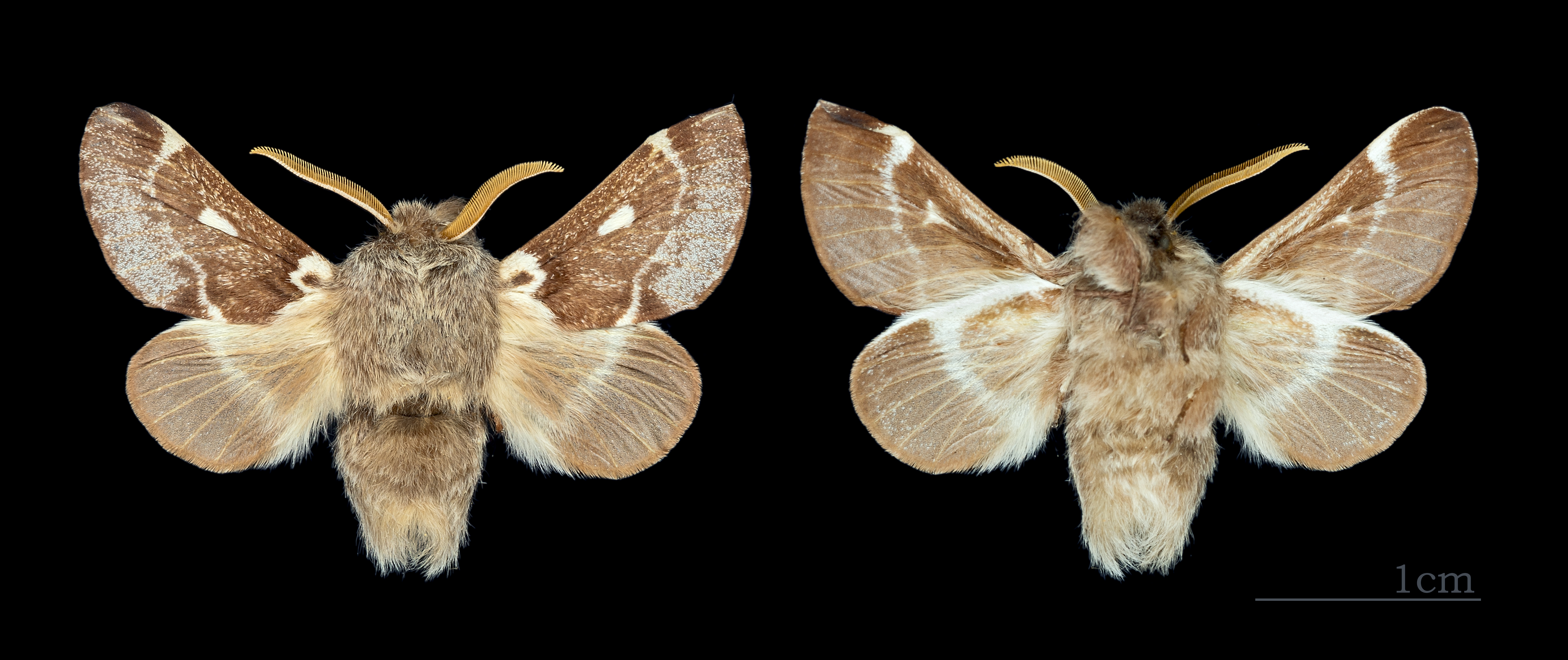
♂
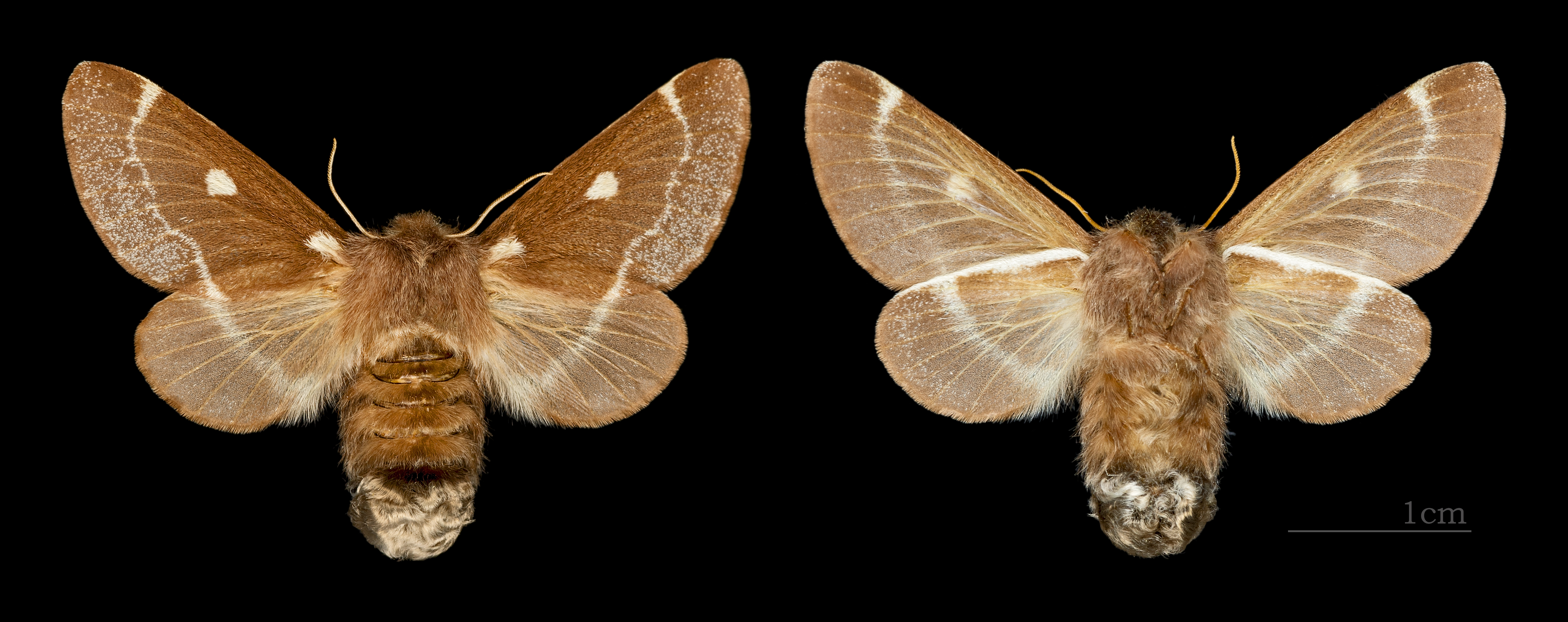
♀
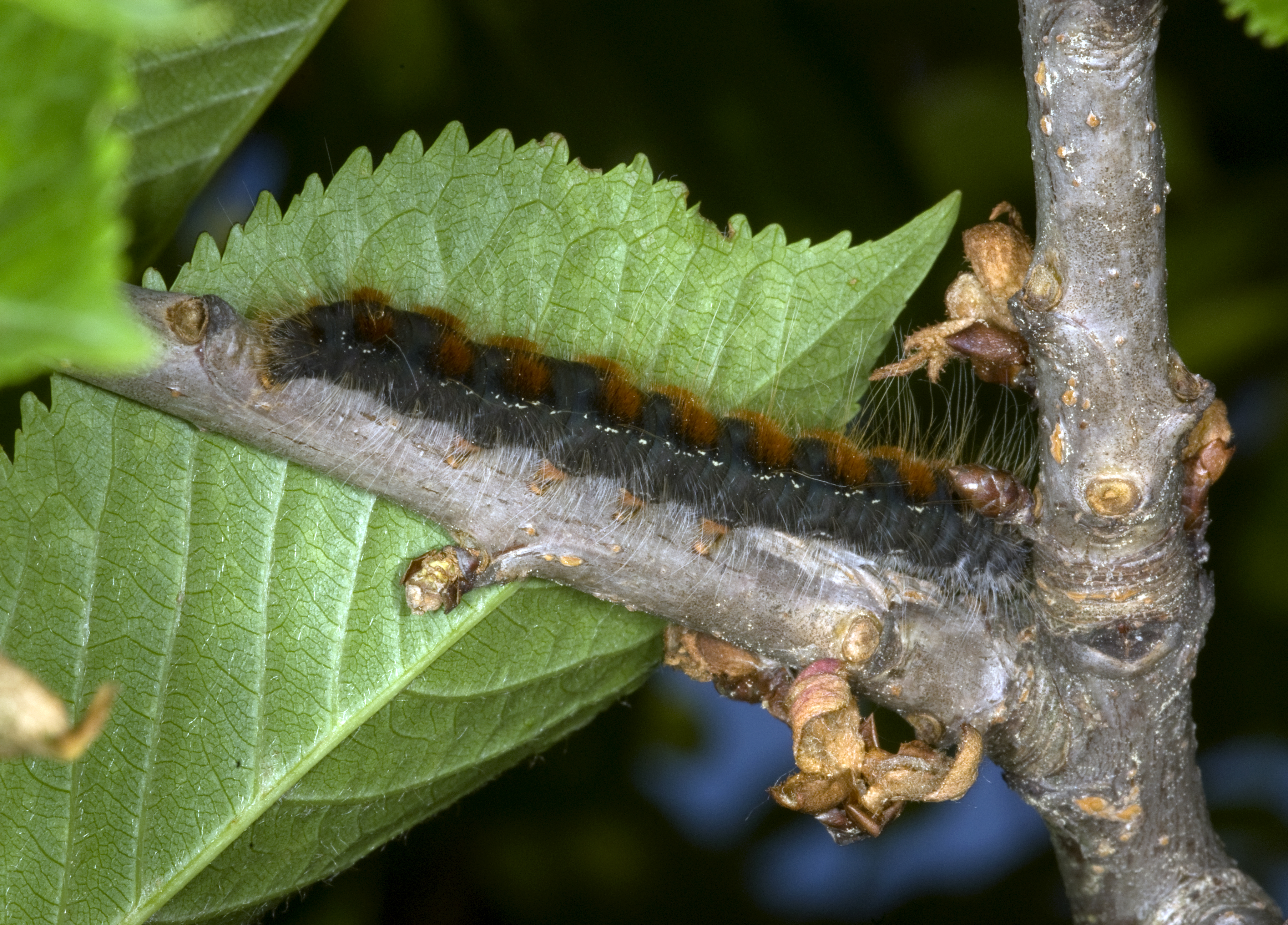
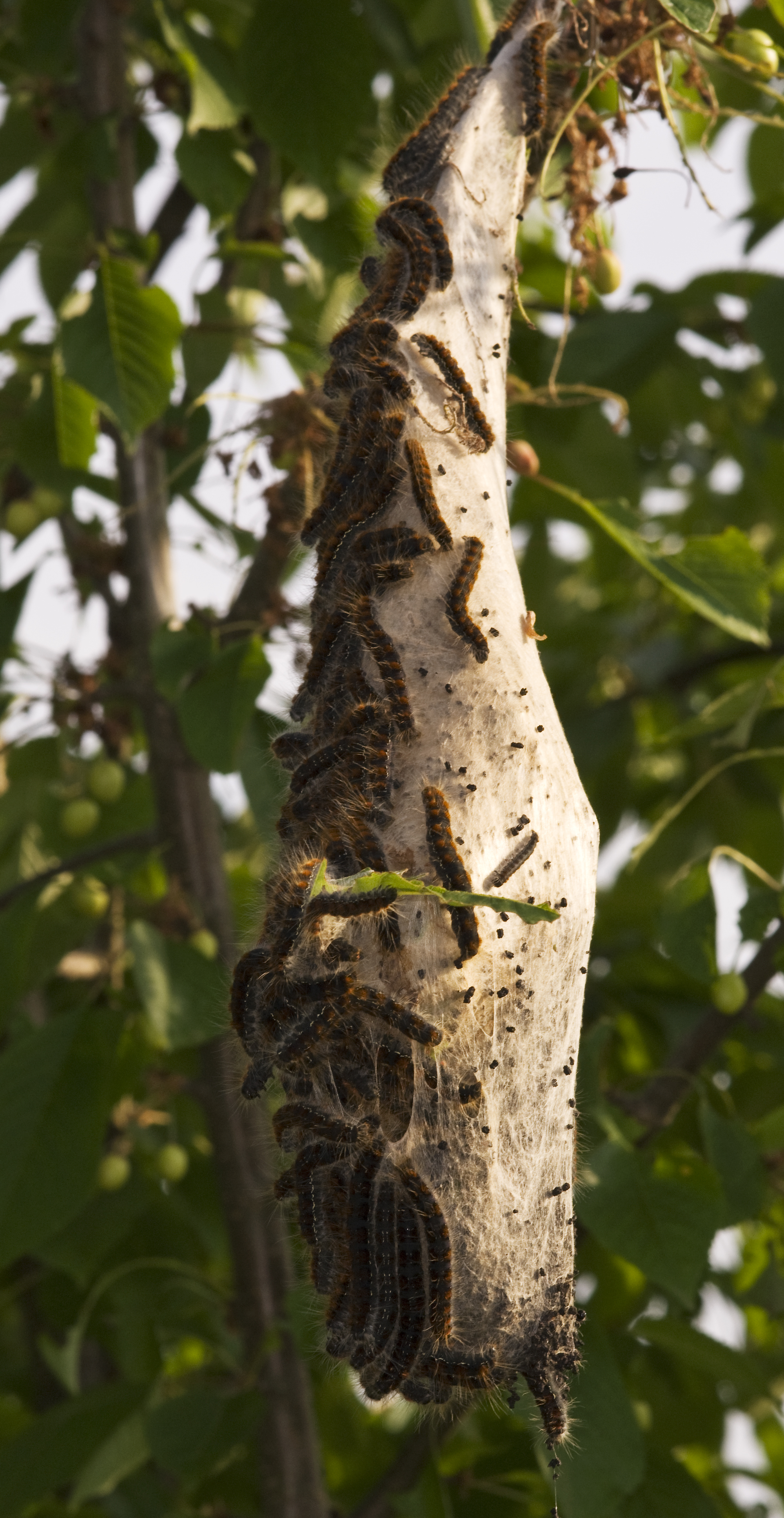
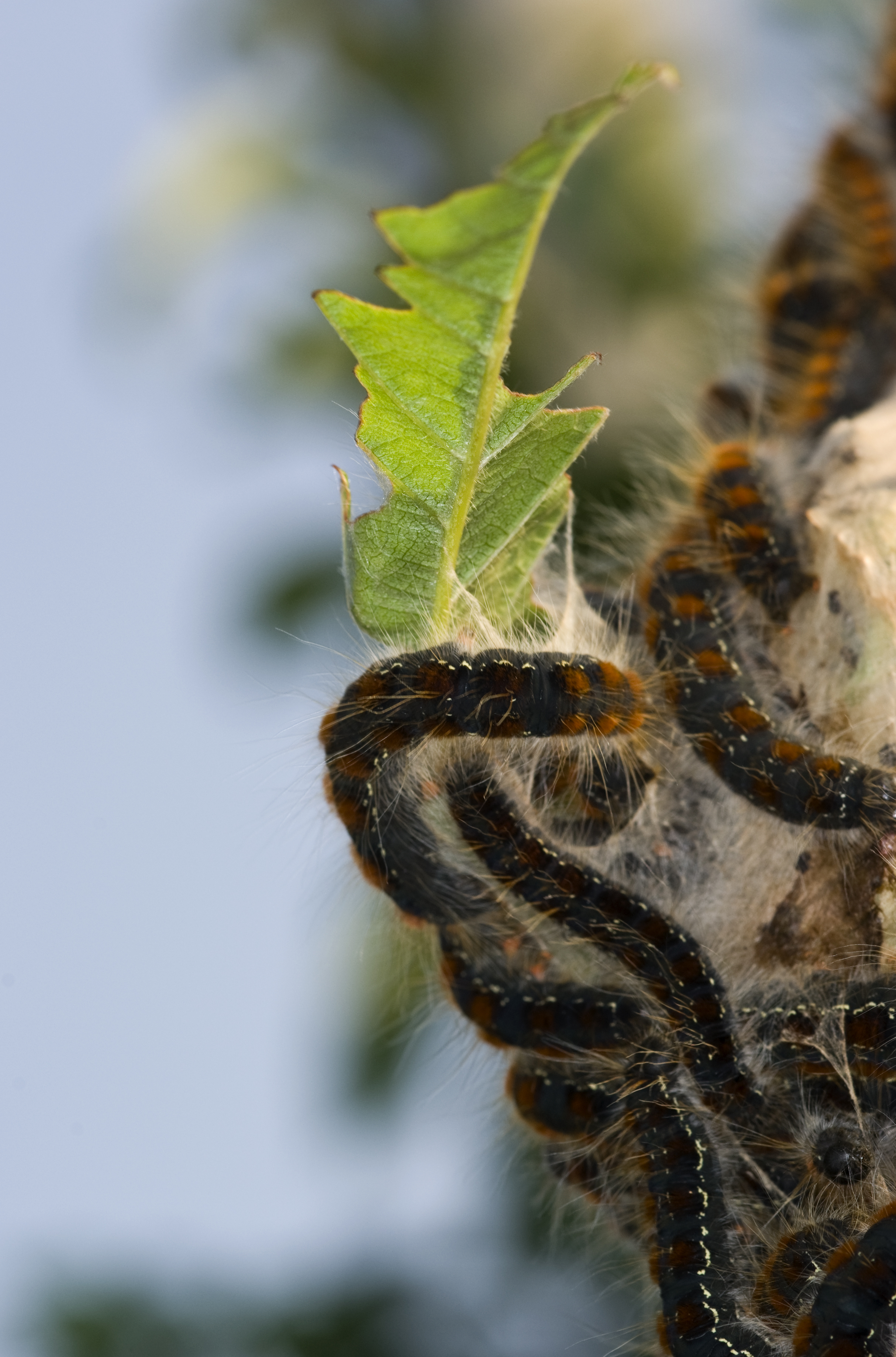